# Conura rufa
Conura rufa är en stekelart som först beskrevs av Charles Joseph Gahan 1934.  Conura rufa ingår i släktet Conura och familjen bredlårsteklar. Inga underarter finns listade i Catalogue of Life.